# Beek
Beek (phát âmⓘ) là một đô thị ở đông bắc Hà Lan, tỉnh Limburg.

## Các trung tâm dân số
- Beek
- Geverik
- Groot Genhout
- Kelmond
- Klein Genhout
- Neerbeek
- Spaubeek

Sân bay Maastricht Aachen nằm ở đô thị Beek.